# Spraglehall
Spraglehall är ett naturreservat i Sölvesborgs kommun i Blekinge län. Reservatet bildades 1971 och är 11 hektar stort.
Reservatet ligger på Listerlandet vid Östersjöns kust. Området har betats sedan lång vilket gör området öppet och tillgängligt. Här finns blomsterrika strandängar, avenbokskogar, hällmarker och hassellundar. Floran är artrik med flera arter av orkidéer.
På Listerlandet finns ett antal så kallade restberg av varierande höjd. Spraglehall når upp 25 meter över havet och från toppen har man god utsikt över Listerlandet och Östersjön.
Inom området finns rester av gamla stenbrott. Under några år på 1910- och 20-talen fanns här en blomstrande stenindustri.